# Неґжебя
Неґжебя (пол. Niegrzebia) — село в Польщі, у гміні Лобез Лобезького повіту Західнопоморського воєводства.
Населення — 98 осіб (2011).
У 1975-1998 роках село належало до Щецинського воєводства.

## Демографія
Демографічна структура станом на 31 березня 2011 року:
|          | Загалом | Допрацездатний вік | Працездатний вік | Постпрацездатний вік |
| -------- | ------- | ------------------ | ---------------- | -------------------- |
| Чоловіки | 48      | 4                  | 41               | 3                    |
| Жінки    | 50      | 5                  | 34               | 11                   |
| Разом    | 98      | 9                  | 75               | 14                   |